# Chłonność turystyczna
Chłonność turystyczna – oznacza zdolność środowiska przyrodniczego  do przyjęcia takiego obciążenia przez turystów, które zapewni optymalne warunki wypoczynku i nie spowoduje zachwiania równowagi biocenotycznej w środowisku. Chłonność świadczy więc o możliwości użytkowania turystycznego obszarów bez określenia ich funkcji i sposobu zagospodarowania.
Chłonność turystyczna obszarów jest uzależniona od odporności poszczególnych ekosystemów na użytkowanie turystyczne. Zależność ta jest wprost proporcjonalna – im wyższa odporność, tym wyższa chłonność.